# GMS-T
GMS-T ist ein Kommunikationssatellit, der von dem Bremer Unternehmen OHB gebaut und im Januar 2021 mit einer Electron-Rakete in eine Erdumlaufbahn gebracht wurde. Der Satellit ist in mehrerlei Hinsicht ungewöhnlich: Weder sein genauer Zweck – die Reservierung von Funkfrequenzen – noch sein Auftraggeber wurden bekanntgegeben; zudem wurde er sehr kurzfristig gestartet. Seitdem umkreist er die Erde mit fast exakt 90° Bahnneigung (89,99°). Es handelt sich um den siebten Satelliten in der Raumfahrtgeschichte, der eine so polnahe Umlaufbahn erreichte, und um den ersten seit 1988.

## Hintergrund
Der Zweck des Satelliten wurde in den Wochen nach dessen Start von dem Fachjournalisten Peter de Selding aufgedeckt. Hintergrund ist unter anderem eine ehemals geplante Konstellation von Kommunikationssatelliten des Luxemburger Unternehmens LeoSat. Der französische Konzern Thales Alenia Space war mit dem Bau dieser Satelliten beauftragt und hatte im Jahr 2014 die nötigen Funkfrequenzen für ihren Betrieb reserviert. LeoSat geriet jedoch in finanzielle Schwierigkeiten; der Aufbau der Konstellation verschob sich. Es drohte ein Verfall der Frequenznutzungsrechte nach Ablauf der üblichen Siebenjahresfrist zum 29. Januar 2021. Um dies zu verhindern fiel die Entscheidung, einen Satelliten speziell zur Frequenzsicherung ins All zu bringen.
Den Auftrag für Konstruktion und Betrieb von GMS-T erhielt das Unternehmen OHB, welches wiederum im August 2020 den Raketenbetreiber Rocket Lab mit dem Start des Satelliten beauftragte; Zieltermin war Anfang 2021 („early 2021“). Rocket Lab lieferte innerhalb dieses Zeitraums auch die Reaktionsräder und den Sternsensor für das Lagekontrollsystem. Üblicherweise dauert die Durchführung eines solchen Satellitenprojekts mehrere Jahre.
Unklar blieb, wer den Satelliten in Auftrag gab und wer die Frequenzen letztlich nutzen möchte – LeoSat hatte bereits im Herbst 2019 den Betrieb eingestellt. Wegen des Namens „GMS“ vermuten Branchenkenner, dass es sich um den chinesischen GMS-Konzern handeln könnte. GMS plant den Aufbau einer eigenen Kommunikationssatellitenkonstellation und ist an dem deutschen Unternehmen KLEO Connect beteiligt ist, das im Jahr 2019 bereits zwei Testsatelliten in eine Erdumlaufbahn bringen ließ.
Wie de Selding ebenfalls aufdeckte, belegt der Satellit auch reservierte Frequenzen der schwedischen Regulierungsbehörde für Post und Telekommunikation.

## Missionsverlauf
Der Start erfolgte von der Rampe 1A des Rocket Lab Launch Complex 1 in Neuseeland, dem bis dahin einzigen Startplatz für die Electron. Als Startfenster war der Zeitraum vom 16. bis zum 26. Januar 2021 festgelegt worden. Ein erster Startversuch am 16. Januar wurde wegen Fehlfunktion eines Neigungsmessers an der Rakete abgebrochen; wegen ungünstigen Wetters verschob sich der Termin dann auf den 20. Januar. Die Rakete hob an diesem Tag um 06:26 Uhr UTC ab und brachte den Satelliten in eine Polarbahn in etwa 1200 Kilometer Höhe. Somit blieben knapp neun Tage Zeit, um ihn in Betrieb zu nehmen und damit die von  Thales Alenia reservierten Funkfrequenzen zu sichern.